# 6619 Kolya
6619 Kolya è un asteroide della fascia principale del diametro medio di circa 27,07 km. Scoperto nel 1973, presenta un'orbita caratterizzata da un semiasse maggiore pari a 3,1700170 UA e da un'eccentricità di 0,1870618, inclinata di 19,09718° rispetto all'eclittica.